# Norvegia ai XV Giochi olimpici invernali
La Norvegia partecipò ai XV Giochi olimpici invernali, svoltisi a Calgary, Canada, dal 13 al 28 febbraio 1988, con una delegazione di 63 atleti impegnati in sette discipline.